# Inez Weski
Inez Natali Weski est une avocate pénaliste néerlandaise née le 10 février 1955 à Rotterdam.

## Biographie
Inez Weski a grandi en tant que plus jeune enfant d'une grande famille. Dans les années 1960, elle a vécu quelques années en Israël avec sa famille. Elle a étudié le droit à Rotterdam. En 1978, elle a prêté serment en tant qu'avocate et depuis cette année-là, elle a travaillé pour le cabinet d'avocats "Weski Heinrici Advocaten", fondé en 1976 par sa sœur Miriam Weski à Rotterdam, où elle s'est spécialisée dès le début dans les affaires pénales. Depuis lors, elle est devenue l'une des avocates pénales les plus célèbres. Elle était régulièrement présente dans les médias pour donner son avis sur des questions de droit pénal et sur les abus qu'elle a constatés au sein du ministère public et de la police.
Elle se décrit elle-même et est décrite par d'autres comme une "workaholic" et une "controlfreak". Dans une interview en 2007, elle s'est qualifiée de paranoïaque et estime que c'est une qualité nécessaire dans sa profession. Le 14 janvier 2012, Weski a été nommée Libérale de l'année 2011 par la JOVD. Elle a reçu le prix pour sa "lutte indispensable contre le déclin de l'État de droit".
À partir de 2006, elle a été l'avocate de l'ancien président controversé du Suriname, Desi Bouterse. À la demande de Bouterse, elle a déposé en septembre 2012 une demande auprès de la Cour suprême pour réviser le jugement de 1999 condamnant Bouterse pour trafic de cocaïne.
Bien que l'âge légal de la retraite ait été atteint le 10 juin 2021, elle a continué à travailler comme avocate. Le 11 avril 2023, elle a vendu son cabinet, Weski Advocaten, à son fils.

### Accusations de collusion avec Ridouan Taghi
Le 21 avril 2023, Weski a été arrêtée car elle était soupçonnée d'avoir transmis illicitement des messages de tiers à Ridouan Taghi, qu'elle assistait en tant qu'avocate depuis plusieurs années dans le cadre du procès Marengo. Quelques jours plus tard, elle a abandonné la défense de Taghi. Les soupçons contre Weski reposent sur des échanges de messages transmis depuis l'arrestation de son client Taghi en 2019 à Dubaï via SkyECC, une application de messagerie chiffrée. Sa détention provisoire a été prolongée de trente jours le 4 mai. Par la suite, conformément à une procédure standard, elle a été temporairement suspendue en tant qu'avocate par le Conseil de discipline tant que l'enquête pénale est en cours. Le 12 mai, le ministère public a annoncé que Weski n'était plus soumise à des restrictions pendant sa détention provisoire. Le 1er juin, sa détention provisoire a été levée. Elle reste cependant une suspecte dans son affaire. En février 2024, il a été révélé que le ministère public souhaite poursuivre Weski pour participation à une organisation criminelle. Cette annonce faisait suite à la conclusion du procès contre Taghi, condamné à la réclusion à perpétuité dans le cadre du procès Marengo. Le 19 avril 2024, Weski a publié son histoire personnelle dans un livre, dans lequel elle faisait le récit de son temps passé en détention dans l'isolement dans un lieu souterrain inconnu, qu'elle a vécu comme traumatique. Le président du Collège des procureurs généraux, qui n'avait pas lu le livre, a comparé son récit à celui d'un chat acculé qui fait des sauts étranges.